# إم إكس لينكس
إم إكس لينكس (بالإنجليزية: MX Linux) هو توزيعة لينكس يَعتمد على نظام دبيان المستقر ويستخدم مكونات أنتيكس الأساسيَّة، مع برامج إضافيَّة أُنشِئَت بواسطة مُجتمع (مُستخدمي) النظام.
يعمل النظام فقط على سطح المكتب بواجهة مُستخدم «إكسفس» (Xfce) مع عدد قليل من مُتصفحات الويب كاملة الخدمات وبعض أدوات الرسومات ومجموعة ليبر أوفيس دون إبطاء أداء النظام، ويُصرَّح بأنَّهُ يعمل على الحواسيب القديمة بشكلٍ مُناسب.

## التاريخ

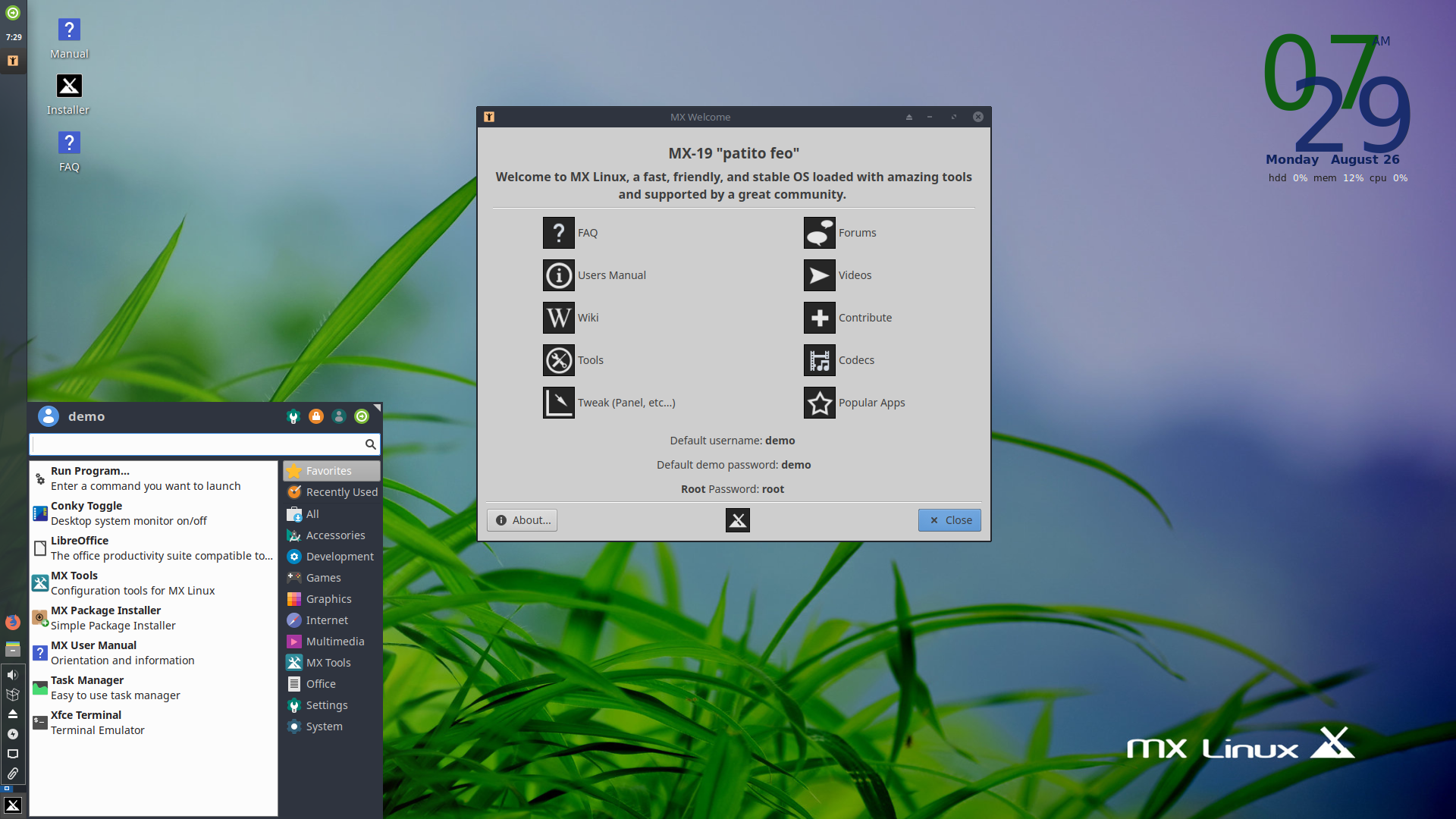
لقطة شاشة لـ إم إكس لينكس - إصدار 19

أُعلن بواسطة فريق تطوير النظام على مدونتهم الرسمية أنَّ توزيعات إم إكس لينكس إصداريّ «17» و «18» قد وصلا إلى نهاية أعمارهم الافتراضيَّة. نتيجةً لذلك؛ انتهى دعم إصداريّ «17» و «18» أيضًا في 30 يونيو 2022، على الرغم من أن النظام لم يتلق بعد تحديثات أمنية لبعض الوقت، وتوجد إصدارات أخرى أحدث من النظام مثل «19» أو «21». بينما سيتم دعم الإصدار «19» حتى عام 2024 وسيتلقى الإصدار 21 الدَّعم حتى عام 2026.

## برمجة
يستند النظام إلى توزيعة دبيان وإكسفس ويأتي مع تطبيقات مثل ليبر أوفيس وفايرفوكس وموزيلا ثندربرد وكلمنتاين في إل سي ميديا بلاير. ولإدارة الحزم، يعتمد النظام على نظام إدارة حزم دبيان (DPKG) لتثبيت البرامج وتحديث النظام. يُمكن تشغيلها كالمعتاد عبر وحدة تحكم النظام أو بيانيًّا عبر برنامج سينابتك.

## وصلات داخليَّة
- دبيان
- لينكس
- ميبيس

## وصلات خارجيَّة
- الموقع الرسمي
- MX Linux على ديسترووتش.